# Emilia Sitarz
Emilia Karolina Sitarz (ur. 30 września 1978) – polska pianistka i pedagożka muzyczna. Członkini zespołów Kwadrofonik i Lutosławski Piano Duo.

## Życiorys
W 2002 ukończyła z wyróżnieniem Akademię Muzyczną im. Fryderyka Chopina w Warszawie w klasie fortepianu Bronisławy Kawalli. Studiowała także kameralistykę pod kierunkiem Jerzego Marchwińskiego oraz podyplomowo w Hochschule für Musik und Theater Rostock w kategorii duetu fortepianowego.
Od 1999 wraz z Bartłomiejem Wąsikiem tworzy Lutosławski Piano Duo, a od 2005 – dodatkowo z Magdaleną Kordylasińską i Miłoszem Pękalą – zespół Kwadrofonik, gdzie gra muzykę współczesną oraz folkową. Obok pozostałych członków kwartetu jest dyrektorką artystyczną festiwalu „Kwadrofonik”. Prowadzi kursy muzyczne. Przygotowuje oraz prowadzi koncerty dla dzieci i młodzieży. Opracowała cykl „Słuchy” – Koncerty do zwiedzania.
Występowała jako wykonawczyni lub wykładowczyni m.in. na festiwalach: „Warszawska Jesień”, „Musica Polonica Nova”, Festiwal Folkowy Polskiego Radia „Nowa Tradycja”. Koncertowała m.in. w Filharmonii Narodowej, Studiu Koncertowym Polskiego Radia im. Witolda Lutosławskiego, Filharmonii Berlińskiej, Carnegie Hall, Izumi Hall w Osace, Beijing Concert Hall w Pekinie.
Pochodzi z Kalisza. Mieszka w Warszawie na Starym Mokotowie. Ma dwie siostry: Agatę i Natalię, które także są muzykami. Córka Witolda Sitarza.

## Nagrody
- I nagroda Telewizji Polskiej na Festiwalu „Nowa tradycja" w 2007[3]
- Fryderyk 2008 w kategorii Album Roku – Muzyka Kameralna za płytę „Lutosławski Piano Duo”[8]
- Paszport „Polityki” 2014 w kategorii Muzyka Poważna jako członkini Kwadrofonika[5]
- Złota Płyta w 2014 za płytę „Lutosławski Tuwim. Piosenki nie tylko dla dzieci” Doroty Miśkiewicz i Kwadrofonika[9]
- Folkowy Fonogram Roku 2015 – pierwsza nagroda za płytę „Requiem ludowe” Kwadrofonika i Adama Struga[10]